# آلمانی بالای باستان
آلمانی بالای باستان (آلمانی: Althochdeutsch) نخستین مرحله از زبان آلمانی بود که از حدود ۷۵۰ تا ۱۰۵۰ میلادی گفتگو می‌شد. در این دوره هیچ نوع گونه معیار یا فرامنطقه‌ای از آلمانی وجود نداشت و آلمانی بالای باستان اصطلاحی چتری برای گروه گویش‌های قاره‌ای غرب آلمان است که تحت مجموعه تغییرات هم آوایی به نام تغییر تغییر صدای دوم قرار گرفتند.